# 弗朗克·羅斯特
弗朗克·羅斯特（Frank Rost，1973年6月30日—），德國足球運動員，曾是德甲球會漢堡的首席門將。

## 生平
其父為手球運動員，曾於1980年奧運會上奪得金牌。其母也是手球運動員，曾在1976年奧運會上獲得銀牌，並在1980年奧運會上奪得銅牌。
羅斯特的職業生涯始於雲達不萊梅。2002年7月他轉會到了沙爾克04，一打就打了四年。2006年其主力位置被紐亞取代，因之轉會到漢堡。出道以來他都未曾贏得任何重要錦標，勉強地講，最好的成績也只是2005年德甲聯賽亞軍。
自2002年起他代表過德國國家足球隊出場四次。其國際賽生涯幾乎是一片空白，從世界盃以至歐洲國家盃都未曾出席。